# Герб Соснівки (Львівська область)
Герб Соснівки — офіційний символ міста Соснівка Львівської області. Затверджений 19 квітня 1994 року рішенням сесії Соснівської міської ради.
Автор проекту — А. Гречило. 

## Опис
У золотому полі червона білка, у чорній главі два схрещені срібні гірничі молотки, обабіч яких по золотій сосновій шишці.
Щит вписаний у еклектичний картуш, увінчаний срібною мурованою короною з трьома мерлонами.

## Зміст
Білка є представником місцевої фауни — велику кількість цих тварин можна зустріти у місцевому парку. Золоті соснові шишки вказують на назву поселення та його розташування серед соснових лісів, а гірничі молотки та чорний колір символізують вугільну промисловість, розвиток якої сприяв виникненню та зростанню Соснівки. Золота барва є відповідником багатства та щедрості. 
Срібна мурована корона вказує на статус міського населеного пункту.